# あびバス
あびバス (ABI BUS) は、千葉県我孫子市が運行するコミュニティバス。
市内に本社を置くバス事業者の阪東自動車とニュー東豊に運行を委託している。かつては市内に本社を置くタクシー事業者の今井タクシー有限会社も運行を受託していた。
また本項では、我孫子市が2018年（平成30年）2月1日から新たに運行を開始したコミュニティバス「アイバス」(iBUS) についても併せて記述する。アイバスは今井タクシーに運行委託している。

## 市民バス「あびバス」
1998年（平成10年）運行開始。朝日自動車グループでは東武鉄道直営時代の東武バスからも多くのコミュニティバスを引き継いでいるが、我孫子市の「あびバス」は阪東自動車が独自に受託した路線である。なお朝日自動車グループ内では、同年に埼玉県上尾市のコミュニティバス「ぐるっとくん」を受託開始している。
運行開始当初から阪東自動車が受託し、新木地区から運行が開始された。その後、並木・栄地区、台田・船戸地区、布施地区の5路線7系統に路線が拡充された。
2011年（平成23年）10月1日から我孫子駅北口発着の「根戸ルート」の実証運行が開始され、阪東自動車が運行を受託していた。1年後の2012年（平成24年）9月30日をもって阪東自動車が受託を終了し、以降は今井タクシーが運行受託していた。
その後、2017年（平成29年）10月1日から根戸ルートが本格運行へ移行し、運行受託事業者が今井タクシーからニュー東豊へ変更された。

### 運行受託事業者
- 阪東自動車 - 新木ルート（市-1・6系統）、船戸・台田ルート（市-2系統）、栄・泉・並木ルート（市-3・4・5系統）、布施ルート（市-7系統）
- ニュー東豊 - 根戸ルート（系統番号なし）
  - 根戸ルートの実証運行時は阪東自動車→今井タクシーが運行受託していた。

### 運行内容
運賃は全線均一で、大人200円、小学生100円。小学生未満の未就学児は無料。各種障害者手帳（身体障害者手帳・療育手帳・精神障害者保健福祉手帳）で運賃割引があり、大人100円、小学生50円となる。スマートフォン用障害者手帳アプリ「ミライロID」も利用できる。
阪東自動車の車両に限りPASMO・Suicaも利用可能である。2013年からは交通系ICカード全国相互利用サービスにも対応した。

### 路線
我孫子市交通課では、各ルートごとに沿線の風物を掲載した「あびバス景観散策マップ」を作成して配布し、利用を促進している。
- 市-1系統：新木ルート
  - 湖北駅南口 - 新木駅北口 - 湖北駅南口

新木駅の乗り場が南口から北口へ変更された。
- 市-2系統：船戸・台田ルート
  - 我孫子駅北口 - 根戸新田 - 北柏駅北口 - 我孫子駅北口
- 市-3系統：栄・泉・並木ルート
  - 我孫子駅北口 - 栄先 - 天王台駅北口 - あびこショッピングプラザ入口 - 我孫子駅北口
- 市-4系統：栄・泉・並木ルート
  - 我孫子駅北口 - 並木先 - 天王台駅北口 - 我孫子駅北口
- 市-5系統：栄・泉・並木ルート
  - 我孫子駅北口 - 栄先 - 天王台駅北口 - あびこショッピングプラザ - 我孫子駅北口
- 市-6系統：新木ルート
  - 湖北駅南口 - 新木近隣センター - 新木駅南口 - 湖北駅南口
- 市-7系統：布施ルート
  - 我孫子駅北口 - 久寺家団地 - 布施回転広場前
- 根戸ルート（系統番号なし）
  - 我孫子駅北口 - あびこショッピングプラザ - 東葛辻仲病院 - 根戸 - (根戸近隣センター - グリーンタウン) - 新富 - 我孫子駅北口

根戸近隣センター - グリーンタウンは日中のみ経由[12]。

### 車両
あびバスの車両は、専用デザインの小型バスまたはマイクロバスが使用される。
新木地区市民バスの運行開始当初の車両は、阪東バスカラーの日野・リエッセを2台（KC-RX4JFAA、1999年式、トップドア車、社番539・540、野田22あ31・32）使用していた。
2005年に専用車両として、小型ノンステップバスの三菱ふそう・エアロミディME（33人乗り）を初導入。並木栄ルートと台田船戸ルートの運行開始時に専用車両が導入され、同時に新木ルートの車両もリエッセからエアロミディMEに代替された。翌2006年には、南青山循環の運行開始に伴いエアロミディMEを増備した。なお、東武グループ内でのエアロミディMEの導入例は阪東自動車のみである。
2008年12月の布施ルート開業時には、専用車両として日野・ポンチョ（2ドアロングボディ）が初導入された。
2016年（平成28年）10月1日からは、新木ルートの車両も日野・ポンチョ（2ドアロングボディ）に代替された。この車両には手賀沼のうなぎをモチーフにした我孫子市マスコットキャラクター「手賀沼のうなきちさん」が描かれている。
阪東自動車が受託していた根戸ルート実証運行の際には、阪東バスカラーの一般路線用の中型ワンステップバスを使用していた。車体前部に「ABIBUS 根戸ルート」のステッカーを掲示し、LED式行先表示器に「我孫子駅北口　根戸ルート」と行先とルート名を表示していた。
2017年（平成29年）10月1日より根戸ルートが本格運行へ移行し、運行事業者がニュー東豊へ変更された。この際に同社の白いマイクロバスが専用車両となった。ニュー東豊の車両にも「手賀沼のうなきちさん」が描かれている。
2020年（令和2年）10月より、船戸・台田ルート、栄・泉・並木ルートで日野・ポンチョ（ショートボディ）を導入し、エアロミディMEを置き換えた。従来の2ドア車では中乗り前降りであったが、新車両は1ドアとなったため乗降方式が変更された。

## アイバス
2018年（平成30年）2月1日運行開始。天王台駅と手賀沼親水広場にある市の公共施設「水の館」などを結び循環運行するコミュニティバスの新路線である。我孫子市が運行し今井タクシーに運行委託する。平日のみ運行。
運行開始日には、水の館で運行開始セレモニーが開催された。セレモニーには我孫子市長星野順一郎や今井タクシー代表、「手賀沼のうなきちさん」の着ぐるみなどが出席し、テープカットの後に水の館を出発して天王台駅へと向かった。
2020年（令和2年）5月7日、新型コロナウイルス感染症の影響で利用者が減少していることを理由に減便を行った。

### 路線
- 天王台駅北口 - 東我孫子駅 - 水生植物園入口 - 水の館 - 名戸ヶ谷あびこ病院 - 我孫子市役所 - 教育委員会 - 天王台駅北口
天王台駅北口を起終点とする両周り循環運転。右回りは「東我孫子駅先回り」、左回りは「教育委員会先回り」と案内される[5]。

### 車両
アイバスの車両は専用のマイクロバスが使用される。今井タクシーの三菱ふそう・ローザで、車体色は「水の館」を表す青色で「iBUS」のロゴと「手賀沼のうなきちさん」が描かれている。またバス停留所もあびバスとは異なる専用デザインのポールが用意された。

## 公共施設送迎バス
我孫子市ではコミュニティバス（乗合バス）のほか、以下の送迎バスを運行している。
我孫子市では、市の送迎バスや中央学院大学のスクールバスの空席を活用した高齢者等の外出支援を行っており、市内在住の65歳以上の高齢者および身体障害者とその介助者を対象に、申請により送迎バスの「パスカード」を発行し、公共施設への来所や病院への通院などに無料送迎バスとして利用できる制度を設けている。
- つつじ荘送迎バス - 
  - 我孫子市老人福祉センター「つつじ荘」、市民体育館利用者、つつじ荘送迎バスパスカード所持者
- 西部福祉センター送迎バス
  - 西部福祉センター利用者、西部福祉センターパスカード所持者

## 近隣市のコミュニティバス
- 印西市ふれあいバス - 隣接する印西市のコミュニティバス。布佐ルートが我孫子市内を経由する。我孫子市の公式サイトにも印西市ふれあいバスの案内がある[21]。